# Louise Meriwether
Louise Marion Meriwether, geb. Jenkins (* 8. Mai 1923 in Haverstraw, Bundesstaat New York, USA; † 10. Oktober 2023 in New York City, USA) war eine afroamerikanische Schriftstellerin, Essayistin, Journalistin und Aktivistin sowie Autorin von Biografien für Kinder über historisch bedeutsame Afroamerikaner.
Bekannt wurde Meriwether vor allem durch ihren ersten, 1970 publizierten Roman Daddy Was a Number Runner (2023 dt.: Eine Tochter Harlems), der sich auf autobiografische Elemente ihrer Kindheit und Jugendjahre im New Yorker Stadtteil Harlem während der Great Depression und in der Zeit nach der Harlem Renaissance stützt.
Meriwethers schrieb mit ihrem Debütroman ein maßgebliches Werk über Rassismus, Geschlechterrollen und Klassismus der 1930er Jahre.
Trotz großer Aufmerksamkeit für ihr Schaffen erlangte Meriwether nie den Status von Maya Angelou (I Know Why the Caged Bird Sings; dt.: Ich weiß, warum der gefangene Vogel singt), Toni Morrison (The Bluest Eye; dt. Sehr blaue Augen) oder Alice Walker (The colour Purple; dt. Die Farbe Lila).
James Baldwin schrieb 1970 in seinem Vorwort zu Meriwethers Roman:
„…she has so truthfully conveyed what the world looks like from a black girl’s point of view, she has told everyone who can read or feel what it means to be a black man or woman in this country.“
(„…sie hat so wahrheitsgetreu vermittelt, wie die Welt aus der Sicht eines schwarzen Mädchens aussieht; sie hat jedem der lesen oder fühlen kann, erzählt, was es heisst, ein schwarzer Mann oder eine schwarze Frau in diesem Land zu sein.“)
Erst im Jahre 2023 wurde mit Eine Tochter Harlems die erste deutsche Übersetzung von Meriwethers Debütroman publiziert.

## Jugend und Ausbildung
Louise Jenkins (Meriwether) wurde 1923 in Haverstraw, New York als Tochter des Ehepaares Marion Lloyd Jenkins und Julia (geb. Golphin) geboren. Sie war das dritte von fünf Kindern der Familie und einzige Tochter.
Auf der Suche nach besser bezahlter Arbeit und um den Jim-Crow-Gesetzen und allgegenwärtiger Rassendiskriminierung zu entfliehen, waren die Eltern aus der Gegend von Charleston, South Carolina in den Norden der USA (s. Great Migration) gezogen, zunächst nach Philadelphia, Pennsylvania, dann weiter nach Haverstraw im Bundesstaat New York (wo Louise Jenkins/Meriwether geboren wurde), schließlich nach Brooklyn. Der Vater arbeitete zunächst als Maurer und Anstreicher, die Mutter als Hausangestellte bei weißen Familien.
Seit ihrem vierten Lebensjahr besuchte Louise Meriwether eine rein weiße Public School – die PS 81 Thaddeus Stevens in Brooklyn.
Ihr Vater arbeitete zu jener Zeit als Hausmeister eines großen Wohngebäudes in Brooklyn. Die Familie lebte in den Kellerräumen dieses Hauses, wo Marion Jenkins u. a. Kohlen in die Heizungsanlage schaufeln musste.
„…I remember that there was a tiny little window, which was positioned so that when I looked out, I had to look up to see the feet of people walking by. At one end of the basement were the rooms where we lived, at the other end were the furnaces, which my father tended.“
(„…Ich erinnere mich, dass es ein winziges kleines Fenster gab, das so positioniert war, dass ich, wenn ich herausschaute, nach oben blicken musste, um die Füße der vorbeigehenden Leute zu sehen. An einem Ende des Kellers befanden sich die Räume, in denen wir wohnten, am anderen Ende waren die Öfen, um die sich mein Vater kümmerte.“)
In ihrem Text Remembrances from the Civil War (Erinnerungen an den Bürgerkrieg) erinnerte sich Meriwether an ihre Schulzeit, an die Scham- und Schuldgefühle, die durch ihre Hautfarbe bei ihr hervorgerufen wurden. Sie war die einzige schwarze Schülerin im Klassenzimmer. Keine einzige Lehrerin, kein einziger Lehrer mit schwarzer Hautfarbe.
“And I knew at a very early age, around four years old, that there was something about me, something about my blackness, which was not cool. I was not quite acceptable to others, namely white people.”
(„Und ich wusste schon in sehr frühem Alter, etwa vier Jahre alt, dass da etwas an mir war, etwas an meinem Schwarzsein, das nicht cool war. Für andere, insbesondere Weiße, war ich nicht ganz akzeptabel.“)
Und:
“…What I remember most was that my class was invited by another class to have lunch with them. Each student in the other class would bring a lunch to share with my class and we would sit alongside of each other and eat it. I was petrified. I did not think that any of those little white girls would want to sit alongside of me, the only black child in the class. Now where in the world at four years old did I get such a terrible feeling of shame at being black? I guess living in the basement with piles of coal which my father shoveled into the furnaces did not help. …”
(„…Am besten erinnere ich mich daran, dass meine Klasse von einer anderen Klasse zum Mittagessen eingeladen wurde. Jeder Schüler der anderen Klasse brachte ein Mittagessen mit, um es mit meiner Klasse zu teilen, und wir saßen nebeneinander und aßen es. Ich war wie versteinert. Ich glaubte nicht, dass eines dieser kleinen weißen Mädchen neben mir sitzen wollte, dem einzigen schwarzen Kind in der Klasse. Warum in aller Welt bekam ich mit vier Jahren so ein schreckliches Gefühl der Schande, schwarz zu sein? Ich vermute, das Leben im Keller mit Haufen von Kohle, die mein Vater in die Öfen schaufelte, hat [dabei] nicht geholfen. …“)
Als 1929 die Weltwirtschaftskrise hereinbrach, verlor Marion Lloyd Jenkins seinen Job. Die Wirtschaftskrise hatte zwar Auswirkungen auf alle Amerikaner, doch die schwarze Bevölkerung war besonders hart betroffen. „First fired“ und „last hired“ hatten Afroamerikaner die höchste Arbeitslosenquote nicht nur in Harlem, sondern in allen Städten des Landes.
Gemeinsam mit John Henrik Clarke gründete sie die Harlem Writers Guild, und mit Vantile Whitfield die Black Anti-Defamation Association (BADA; auch Association to End Defamation of Black People). Anlass war die Absicht des Produzenten von Twentieth Century Fox, David L. Wolper, den umstrittenen 1967er Roman Confessions of Nat Turner von William Styron zu verfilmen.
2011 erhielt sie den Clara-Lemlich-Preis für soziale Gerechtigkeit.